# Strachovice (Čistá)
Strachovice jsou hospodářský dvůr, část obce Čistá v okrese Rakovník ve Středočeském kraji. Nachází se asi čtyři kilometry západně od Čisté. Strachovice jsou také název katastrálního území o rozloze 3,44 km². Nachází se v něm železniční zastávka Strachovice (asi 1,5 km pěšky na jihovýchod od hospodářského dvora) a na jeho hranici též Strachovický most na železniční trati Rakovník–Mladotice.

## Historie
První písemná zmínka o vesnici pochází z roku 1785.

## Obyvatelstvo
| Rok            | 1869 | 1880 | 1890 | 1900 | 1910 | 1921 | 1930 | 1950 | 1961 | 1970 | 1980 | 1991 | 2001 | 2011 | 2021 |
| -------------- | ---- | ---- | ---- | ---- | ---- | ---- | ---- | ---- | ---- | ---- | ---- | ---- | ---- | ---- | ---- |
| Počet obyvatel | 46   | 54   | 44   | 31   | 43   | 47   | 35   | 32   | 43   | 35   | 6    | 2    | 4    | 0    | 1    |
| Počet domů     | 7    | 5    | 5    | 5    | 6    | 5    | 5    | 3    | 3    | 4    | 3    | 1    | 5    | 3    | 4    |